# Toros de Roslin
Toros (o Thoros) de Roslin (en armeni: Թորոս Ռոսլին), nascut cap al 1210 i mort cap al 1270, és el més eminent dels miniaturistes armenis de l'edat mitjana.
També amanuense, treballà a l'scriptorium de Rum Kalesi, al servei del catolicós Constantí I de Bartzrberd i Hethum I, rei armeni de Cilícia, regne en contacte amb l'Occident cristià pels croats.
De la seua obra han sobreviscut set manuscrits signats per ell, i generalment se li n'atribueixen tres altres. Pel seu coneixement de l'art d'Europa occidental i bizantí, Toros de Roslin va deixar la seua empremta en l'art en miniatura armeni i hi introduí gran nombre de noves escenes en la iconografia, tot perpetuant convencions establertes pels seus predecessors.

## Biografia

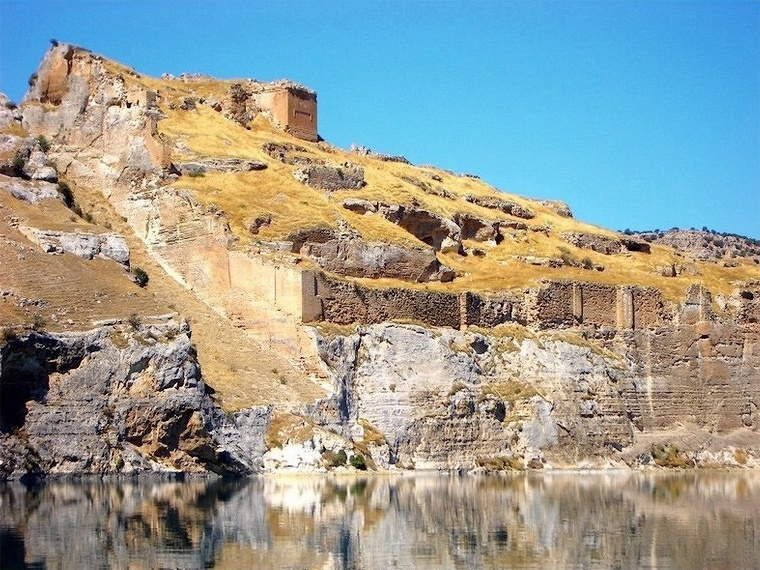
Ruïnes de la fortalesa de Rum Kalesi

Poc se sap de la vida de Toros de Roslin. Va treballar a l'scriptorium de Rum Kalesi (i fins i tot es va convertir en el seu cap), al Regne Armeni de Cilícia, seu del catolicós d'Armènia des del 1151. Sembla que també hi va rebre formació, d'un artista anomenat Kirakos. Entre els seus mecenes hi ha el catolicós Constantí I, el rei Hethum I, la seua esposa la reina Isabel d'Armènia Menor i el seu fill, el príncep Lleó III. En va fer dos retrats, el més antic dels quals data del 1250; el segon, del 1262, representa el príncep i la seua dona Keran de Lampron.
Els colofons dels seus manuscrits són una valuosa font d' informació. En aquests, Toros apareix com un cronista que relata fets del seu temps.

Regne armeni de Cilícia

En el manuscrit més antic que es coneix, l'Evangeli de Zeytoun (1256), signa "Toros, anomenat Roslin". Tot i que a l'edat mitjana només els armenis nobles tenin cognom, el nom Roslin no apareix entre les famílies de la noblesa armènia. És possible que Toros nasqués d'una d'aquelles unions entre armenis i francs, freqüents llavors tant entre la noblesa com en la classe mitjana. Toros també hi esmenta el seu germà, Anton, i demana al lector que recorde els noms dels seus mestres en les seues pregàries. El professor Levon Chookaszian, director de la Càtedra UNESCO d'Història de l'Art i de la Càtedra d'Història de l'Art Armeni de la Universitat Estatal d'Erevan, ofereix una explicació més detallada sobre l'aparició d'aquest nom en la societat armènia. El nom Roslin prové d'Henri de Saint-Clair, de la família Saint-Clair, baró de Roslin, company de Jofré de Bouillon durant la Primera Croada. La hipòtesi es basa en la suposició que, com alguns dels principals croats de l'època, Saint-Clair es casà amb una dona armènia. Altres autors connecten aquest nom amb l'alt alemany mitjà roeslin, 'petita rosa'.
Les dates aproximades del seu naixement i mort, ca. 1210 - ca. 1270, es poden determinar per les dates dels seus manuscrits. En aquell moment, el nivell de domini que es mostra en l'Evangeli de Zeytun del 1256 correspon al d'un artesà d'uns 25 anys. En el colofó de l'Evangeli del 1260, Toros esmenta un fill, cosa que indica que probablement és un sacerdot, ja que els monjos no tenen fills i els laics probablement no exerceixen aquesta professió. Aquests elements tendirien a demostrar que tenia pel cap baix 30 anys el 1260. El seu nom no torna a aparéixer després del 1286, i és probable que morís a la dècada dels 1270. La seua desaparició coincideix amb el final sobtat de les activitats artístiques de Hromgla.

## Manuscrits

### Signats per Roslin
Hi ha set manuscrits que tenen la signatura de Toros Roslin, fets entre el 1256 i el 1268, cinc dels quals foren copiats i il·lustrats per Toros.
Quatre en són propietat del Patriarcat Armeni de Jerusalem:
- l'Evangeli del 1260 (Ms. 251),[Note 1] fet per al catolicós Constantí I;
- l'Evangeli del 1262 (Ms. 2660),[Note 2] encarregat pel príncep Levon, copiat a Kozan per l'escriba Avetis, il·lustrat a Hromgla per Toros i enquadernat per Arakel Hnazandents;[12]
- l'Evangeli del 1265 (Ms. 1965),[Note 3] fet per a la filla de Constantí de Lampron, Keran, retirada del món a la mort del seu marit, el senyor de Servandakar;[13] i
- el ritual de Mashtots (Ms. 2027),[Note 4] encarregat el 1266 pel bisbe Vartan de Hromkla, copiat de nou per Avetis a Kozan i il·lustrat per Toros a Hromgla.[13]

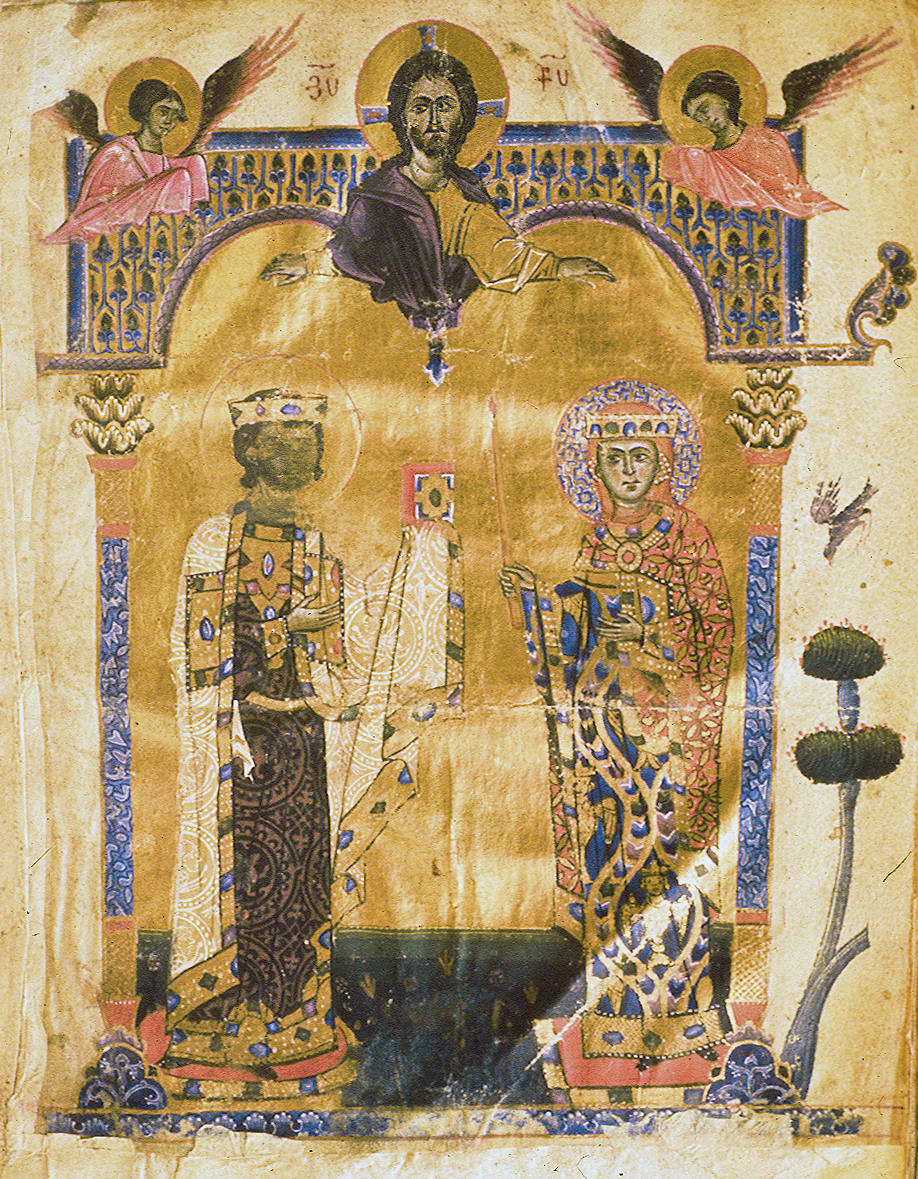
Levon i la seua dona, Keran, 1262, Evangeli (Ms. 2660)
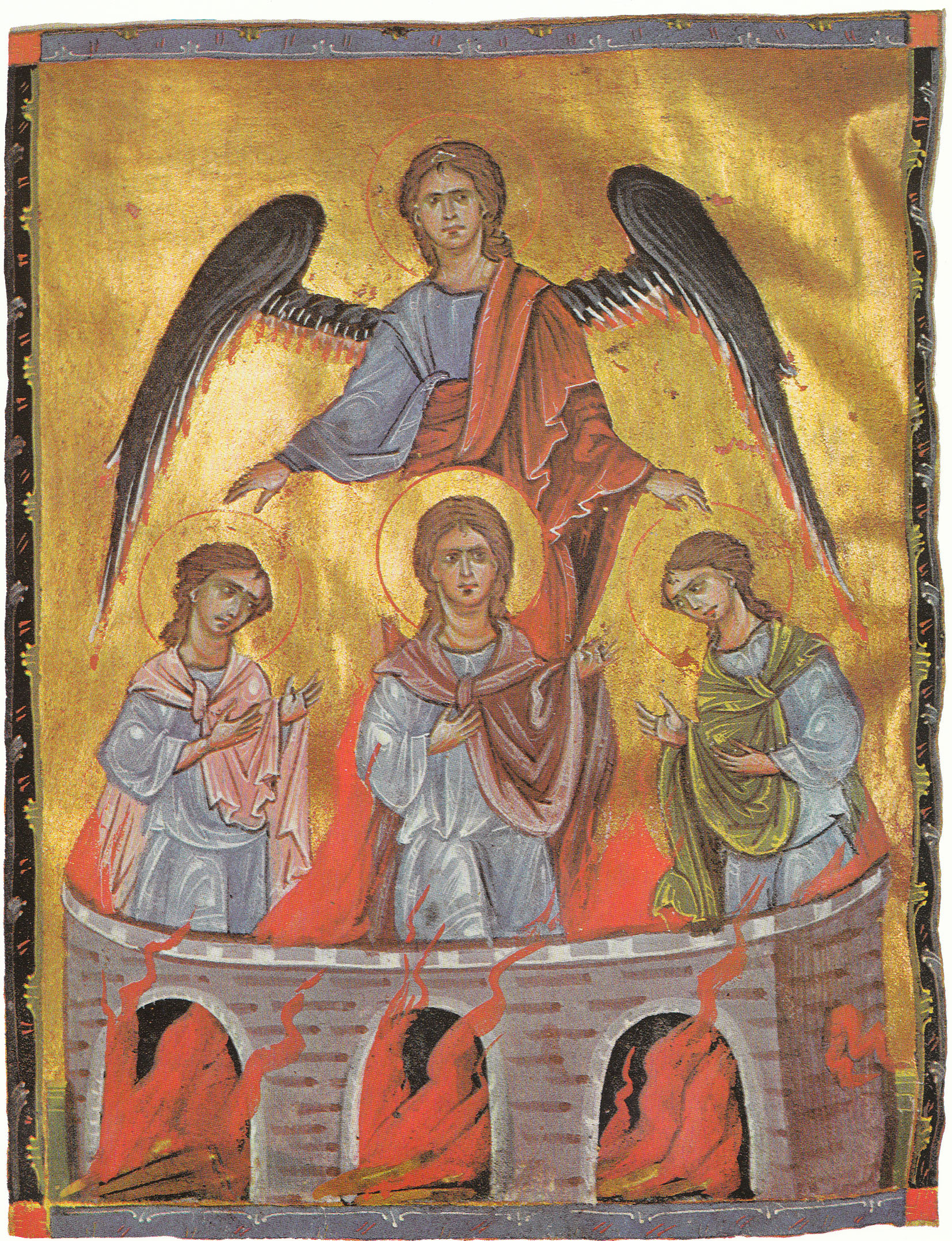
El forn ardent, 1266, ritual de Mashtots (Ms. 2027, fol. 14 V.)
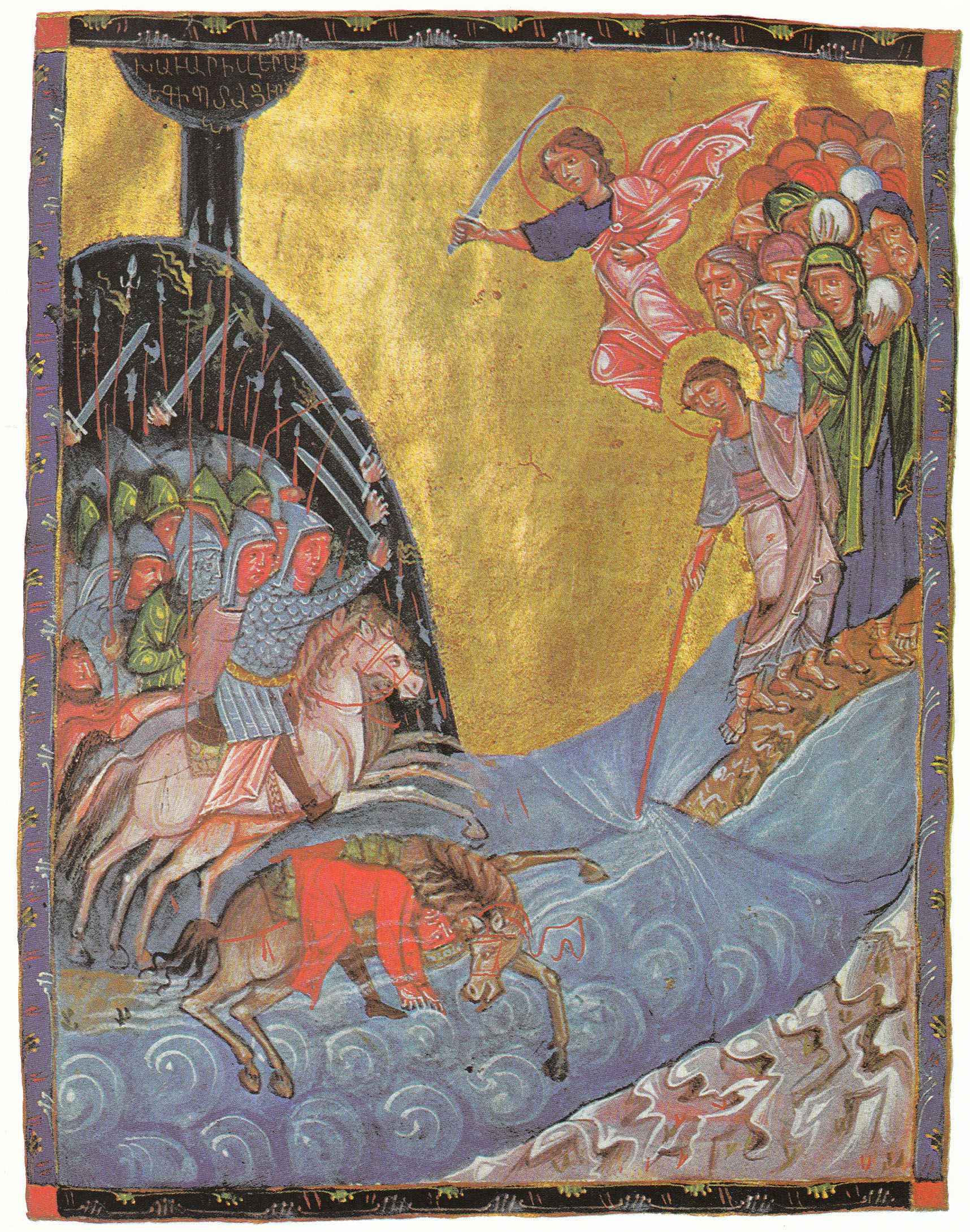
La Travessia de la mar Roja, 1266, ritual de Mashtots (Ms. 2027)

L'Evangeli de Sebaste (Ms. 539), del 1262, es troba al Museu d'Art Walters de Baltimore. Copiat per al sacerdot Toros, nebot de Constantí I, i escrit en uncials, aquest manuscrit és la més sumptuosament decorada de les obres signades per Toros de Roslin. Conservat a Sebaste des del segle XVII, fins a l'endemà del genocidi armeni, el 1919, el va comprar deu anys més tard el magnat ferroviari estatunidenc Henry Walters a París, i més tard el va llegar al museu la seua dona el 1935.

Els dos últims manuscrits en són l'Evangeli de Zeytoun (Ms. 10450) del 1256, copiat per a Constantí I, i l'Evangeli de Malatya (Ms. 10675, abans Ms. 3627) del 1268, encarregat per Constantí I per al príncep Hethum II, que mostra Toros en l'apogeu del seu art. Tots dos es conserven al Matenadaran d'Erevan, tret de les set primeres pàgines de l'Evangeli de Zeytun, que es troben al Museu Getty de Los Angeles i estan subjectes a una sol·licitud de restitució. Aquest darrer manuscrit va ser ofert pel patriarca Yeghishe Derderian al catolicós Vazgen I, que el va lliurar al Matenadaran. Toros descriu en els seus colofons el brutal saqueig d'Antioquia de l'Orontes pel sultà mameluc Bàybars I. 

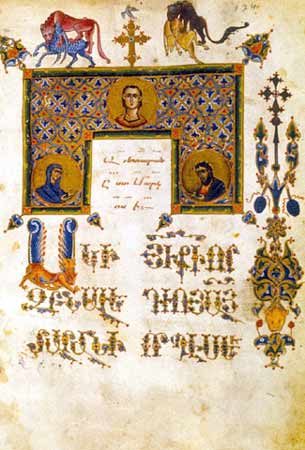
Primera pàgina de l'Evangeli segons Marc, Evangeli de Zeytun, 1256, Matenadaran (Ms. 10450)
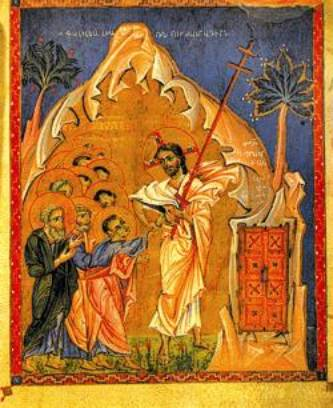
La incredulitat de Tomàs, Evangeli de Malatya, 1268 (Ms. 10675)
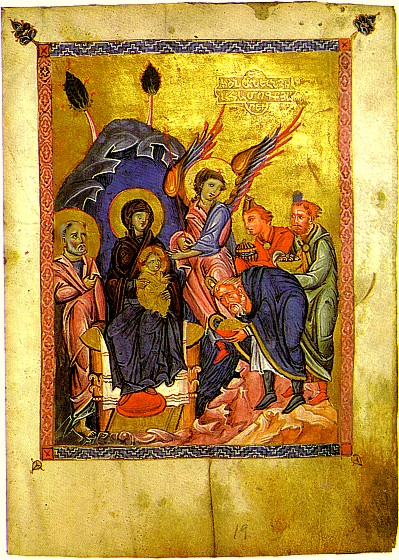
Nativitat, Evangeli de Malatya, 1268 (Ms. 10675)
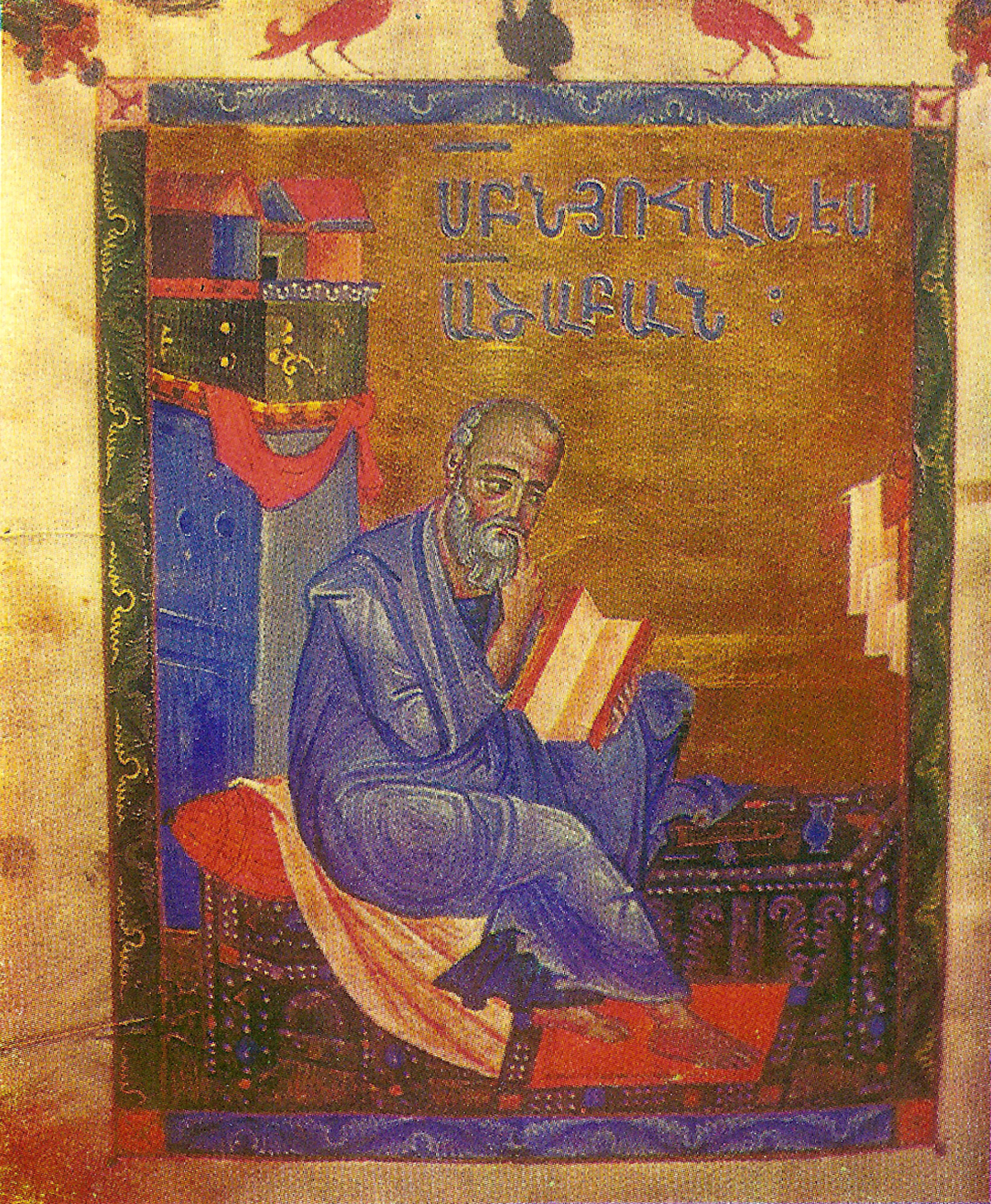
Joan l'Apòstol, Evangeli de Malatya, 1268 (Ms. 10675)

### Atribuïts a Roslin

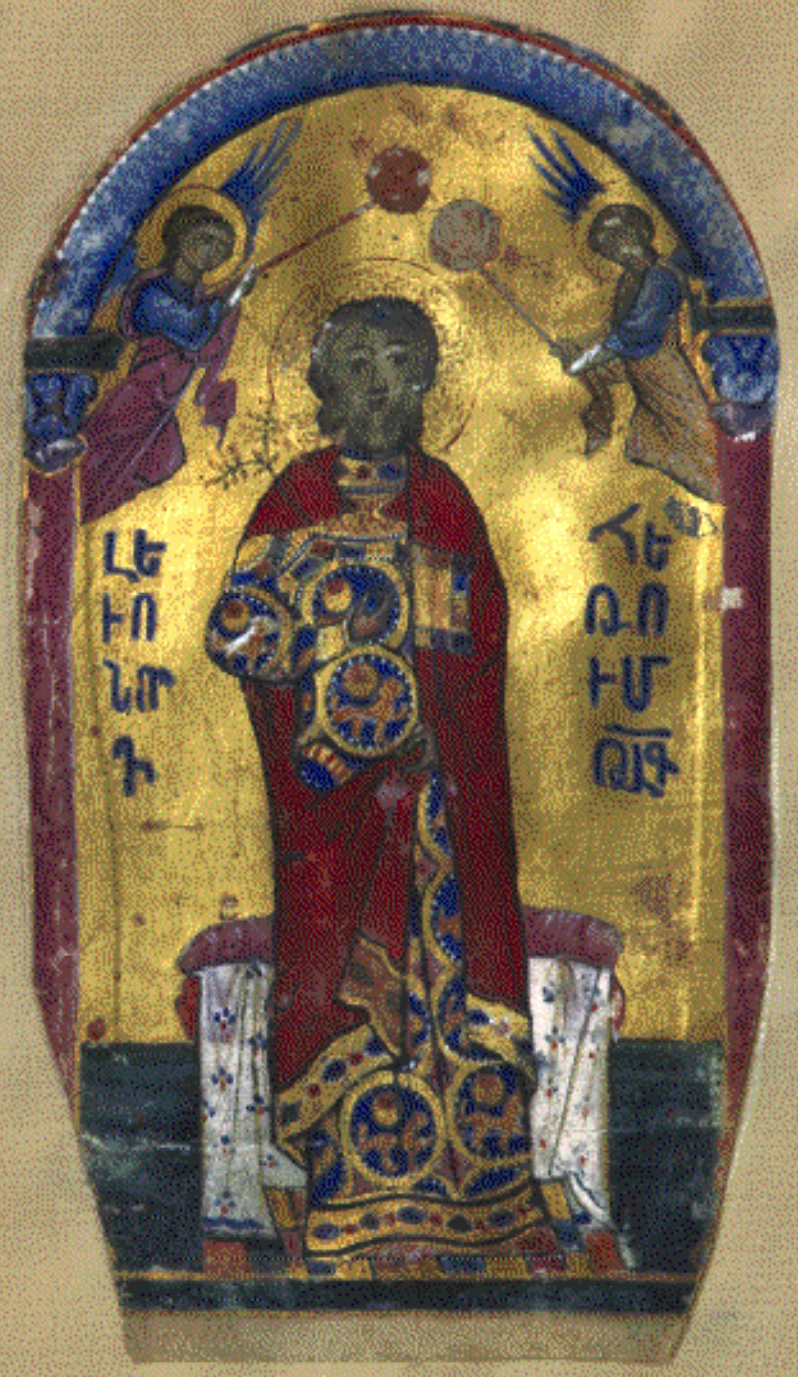
Retrat del príncep Lleó III d'Armènia, 1250, Matenadaran (Ms. 8321)

Alguns manuscrits contemporanis sense colofons s'han atribuït a Toros de Roslin. El manuscrit Ms. 8321, les restes del qual es van conservar a Nor Nakhichevan (hui un districte de Rostov del Don) abans d'acabar a Erevan, va ser encarregat per Constantí I i presentat al seu fillol, el príncep Lleó III d'Armènia. El retrat d'aquest, col·locat per error al Ms. 7690, ha estat reinserit en aquest manuscrit, al seu lloc originari. La dedicatòria que hi havia en el retrat ara s'ha perdut. El retrat mostra el príncep adolescent, vestit amb túnica blava decorada amb lleons inscrits en anells d'or i coronada amb una joia d'or. Dos àngels vestits de blau clar i rosa sostenen els ventall litúrgics per damunt del príncep. Aquestes obres són estilísticament més properes a les pintades per Toros que a les d'altres artistes actius a Hromgla a la dècada dels 1250.
Un altre manuscrit malmés, el Ms. 5458, ara a Erevan, sovint s'atribueix a Toros Roslin; de fet, trenta-vuit pàgines en pergamí d'un Evangeli segons Joan s'hi van incorporar a finals del segle XIV o primeria del XV, a Baspracània. El sacerdot Hovhannes, que va salvar les restes d'aquest antic manuscrit, informa en un colofó que va patir en veure'l caure a les mans dels "infidels" com "un xai lliurat als llops", i que el va restaurar de manera que "el monument reial que contenia no es perdés". Incloent-hi els colofons originals, aquest memorial indica que el manuscrit es va fer durant el setge de Hromgla del 1266, per al rei Hethum. Les uncials són idèntiques a les del Ms. 539, i l'ornamentació dels dos manuscrits és semblant.
Un altre manuscrit atribuït a Toros de Roslin i els seus aprenents, el Ms. 32.18, es troba ara a la Freer Gallery of Art de Washington. Els colofons se n'han perdut, però el nom del patrocinador, el príncep Vassak, germà del rei Hethum I, es preserva en un medalló al marge ("Senyor, beneïu el baró Vassak") així com a la vora superior de la Resurrecció de Llàtzer ("Senyor, tingueu pietat de Vassak, el vostre servent, el propietari d'aquest vostre sant Evangeli."); els uncials (o erkat'agir) i l'ornamentació corresponen als dels manuscrits Ms. 539 i Ms. 5458. Aquest príncep havia estat enviat pel seu germà al Caire el 1268 per lliurar el rescat i obtenir l'alliberament del príncep Levon i milers d'altres ostatges, capturats després de la desastrosa batalla de Darbesac. L'èxit d'aquesta missió permeté el seu retorn al país el 24 de juny del 1268. En aquesta data, Toros ja havia completat la còpia i la il·lustració del Ms. 10675 i, havent mort el seu principal mecenes, Constantí I, podria haver estat disponible per a treballar en una obra per a un altre mecenes, com ara el príncep Vassak.

## L'art de Toros de Roslin

### Estil
Sense deixar de ser clàssic, el seu estil es distingeix per la delicadesa del tractament cromàtic, una àmplia gamma realçada amb or, la representació de rostres i vestits, un traç elegant i precís i l'expressió de les emocions. Les seues miniatures solen ocupar tota la superfície de la pàgina, o a vegades només una part, o s'incorporen al text, en harmonia amb la resta de la decoració.

### Iconografia
Una ment curiosa que buscava noves maneres d'expressar la fe armènia, Toros de Roslin va introduir un gran nombre d'escenes en la seua iconografia, basant-se en el seu coneixement de l'art de l'Europa occidental, alhora que mantenia les convencions dels seus predecessors. Va enriquir la il·luminació armènia introduint nous temes, com ara la incredulitat de Tomàs apòstol o la travessia de la mar Roja, que havien existit en la il·luminació bizantina durant molt de temps, però que no s'havien adoptat a Armènia. La il·luminació de Toros també té punts en comú amb la miniatura bizantina i la pintura monumental, que reinterpreta alliberant-se'n de les normes restrictives: n'és un exemple la Nativitat de l'Evangeli del 1260 (Ms. 251), que representa la Mare de Déu i Crist asseguts en un tron juntament amb Mateu apòstol a la cantonada inferior, una combinació típica del període Comné. També va donar un segon alé al gènere dels retrats reials, i entre els seus manuscrits hi ha el primer d'aquests retrats dedicat als reis armenis de Cilícia.
Toros afegeix noves criatures zoomòrfiques al repertori tradicional poblat d'esfinxs alades i sirenes: homes amb caps de gos o de cabra que duen branques florides apareixen al costat de quadrúpedes i ocells. Toros utilitza aquest bestiari a la primera pàgina de cada Evangeli, i al començament de les perícopes, en què elabora lletres florals o zoomòrfiques emprant tota mena de criatures, com ara lloros.

### Cànons de concordança
La principal innovació de Toros de Roslin en els cànons de concordances és l'addició de retrats de bust. En l'Evangeli del 1262 (Ms. 2660), Eusebi de Cesarea i Carpià apareixen als marges de la Carta d'Eusebi a Carpià. Toros també va fer retrats com els de David, Moisés i Joan Baptista. Aquest tipus d'ornamentació és inusual en els cànons: tot i que a vegades hi ha retrats de profetes en aquests texts del segle VI ( Evangelis de Rabula, en siríac), la seua connexió amb els Evangelis mai no ha estat tan explícita, amb la menció de les seues profecies messiàniques. Toros expressa així el compliment de les promeses de l'Antic Testament en els Evangelis, alhora que reflecteix l'aspiració dels reis armenis de Cilícia de tenir un paper en la conquesta de Jerusalem.

## Posteritat i estudi
Cap dels contemporanis ni dels estudiants de Toros de Roslin (en l'època de l'Evangeli de 1265, Toros ja tenia els seus aprenents) l'esmenta en les seues obres i, en els segles següents, el seu nom sols apareix una vegada, quan l'escriba Mikayel va descobrir al Monestir de Sivas, a finals del segle XVII, un evangeli il·lustrat el 1262 pel "famós escriba Roslin", que ell copia.
Toros de Roslin és un dels miniaturistes que van influir en pintors armenis moderns, com ara Martiròs Sarian i Minàs Avetissian. El 1944, el pintor expressionista abstracte estatunidenc d'origen armeni Arshile Gorky, un gran admirador de Toros, escrigué una carta a la seua germana: "Toros de Roslin és el Renaixement. Quina electricitat té aquest home! Per a mi, és l'artista més gran que el món ha produït abans de l'era moderna, i el seu ús de les dimensions només el supera el cubisme. Una dimensionalitat magistral, insuperable. M'incline davant del nostre Toros".
Una estàtua de basalt de Toros, de 3,4 m  d'alçada, fou erigida el 1967 a l'entrada del Matenadaran, juntament amb cinc altres armenis il·lustres. Dissenyada per Marc Grigorian, està esculpida per Arsham Shahinyan.
Una acadèmia de belles arts que duu el seu nom fou fundada el 1981 per l'associació cultural armènia Hamazkaine a Beirut, Líban.
Després d'haver dedicat anys a l'estudi de l'obra de Toros de Roslin, la historiadora de l'art Sirarpie Der-Nersessian, especialista en miniatures cílicies, li dedicà el capítol més llarg de la seua obra principal, publicada després de la seua mort, Miniature Painting in the Armenian Kingdom of Cilicia. Ella emfasitza la seua "capacitat de transmetre emocions profundes sense un èmfasi excessiu", i "iguala [en algunes de les seues obres] en termes de qualitat artística diverses de les millors miniatures bizantines".